# Чепель, Эугениуш

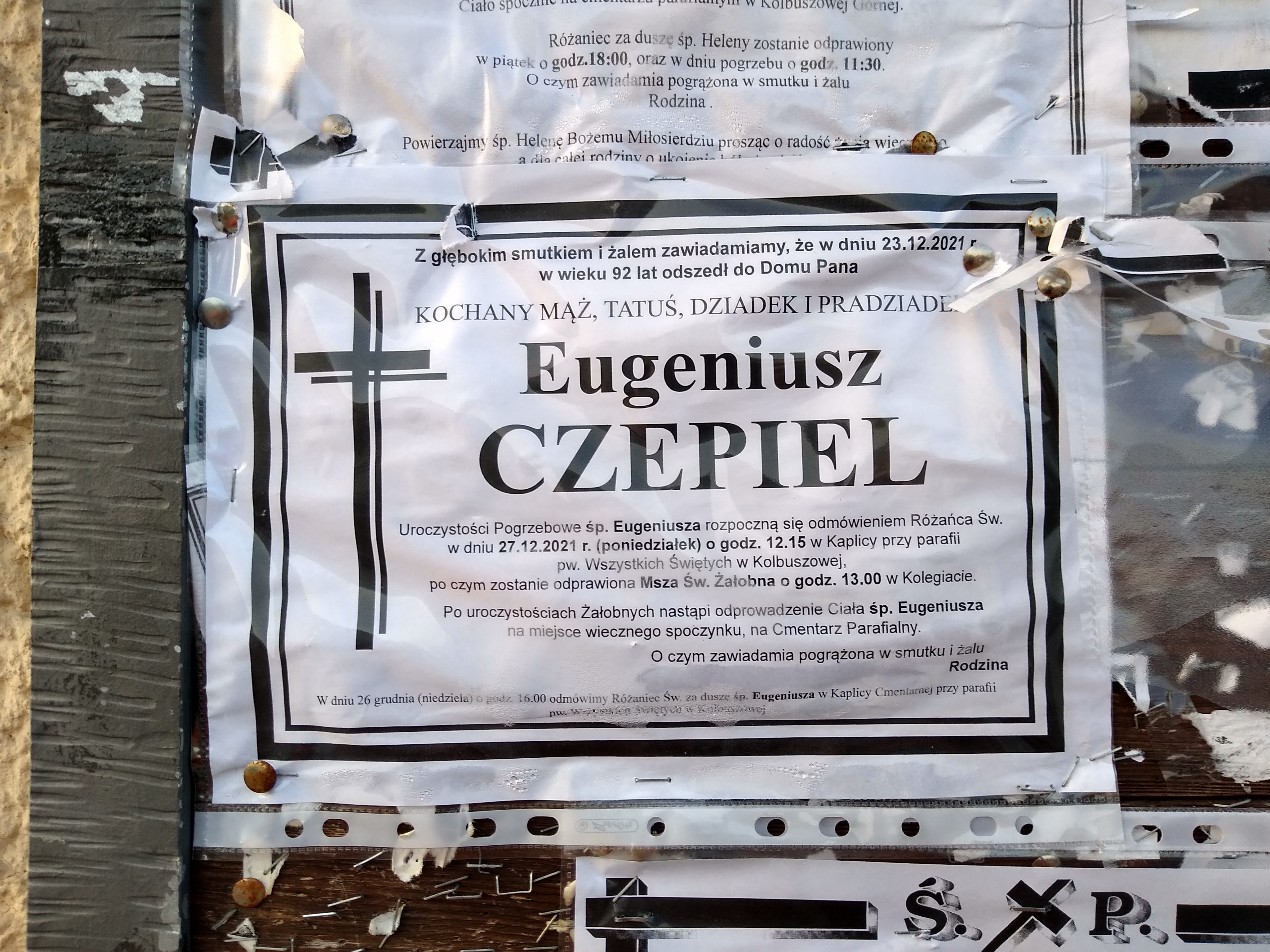
Некролог

Эугениуш Чепель (пол. Eugeniusz Czepiel, род. 15 августа 1929 года, Лопушка-Велка, ум. 23 декабря 2021 года) — польский ветеринар и пчеловод, посол на Сейм Польской Народной Республики VIII каденции.

## Биография
Получил диплом врача-ветеринара. В 1974 году был награждён юбилейной медалью «30 лет Народной Польши». Был членом Национального Совета Жешувского воеводства. В 1981—1985 годах был послом на Сейм Польской Народной Республики VIII каденции от жешувского округа, представляя Польскую объединённую рабочую партию. Член Административной комиссии, Комиссии земельного хозяйства и охраны окружающей среды, Комиссии здравоохранения и физической культуры, Комиссии общественной политики и Комиссии сельского хозяйства, пищевой промышленности и лесничества.
Более 50 лет держал пасеку. С 1987 по 1999 председатель районного клуба пчеловодов в Кольбушовей. В 2001—2013 годах вице-председатель Союза пчеловодов в Жешуве. В 2007 году получил награду Яна Дзержоня (высшая награда за пчеловодство), а в 2010 ему присвоена награда «За заслуги для города и гмины Кольбушовей». Являлся владельцем ветеринарной клиники в Кольбушовей. В 2017 году, вместе с женой Тересой получил медаль «За долголетнюю супружескую жизнь» в честь 60-летия брака. Умер 23 декабря 2021 году. Похоронен 27 декабря в Кольбушовей.